# 군산공항
군산공항(群山空港, Gunsan Airport, IATA: KUV, ICAO: RKJK)은 대한민국 전북특별자치도 군산시 옥서면에 위치해 있는 공항이다. 주한 미군 공군 기지의 활주로를 빌려서 공항을 운영하고 있다.

## 연혁
- 1970년 8월 : 대한항공 군산 ~ 서울 노선 운항
- 1974년 3월 : 오일 절감 관련 공항 폐쇄
- 1991년 12월 : 군산공항 민항시설공사 착공
- 1992년 12월 14일 : 군산공항 재개항 및 대한항공 취항
- 1996년 6월 : 아시아나항공 (군산 ~ 제주) 취항
- 2001년 10월 10일 : 아시아나항공 단항 (군산 ~ 제주 노선)
- 2002년 5월 15일 : 대한항공 군산 ~ 서울(김포) 노선 단항
- 2008년 5월 : 대한항공 군산 ~ 제주 노선 매일 1회 운항
- 2009년 1월 6일 : 이스타항공 취항 (군산 ~ 제주 노선)
- 2020년 3월 : 코로나19로 인하여 전 노선 운항중단
- 2020년 10월: 대한항공, 이스타항공 철수 및 제주항공, 진에어 제주노선 신규취항
- 2023년 4월 ~ 8월 : 미공군 활주로 공사로 공항 운항중단[1]

## 운항 노선
| 항공사     | 목적지 |
| ---------- | ------ |
| 이스타항공 | 제주   |
| 진에어     | 제주   |

## 이용객 추이
| 연도        | 1997년  | 1998년  | 1999년  | 2000년  | 2001년  | 2002년  | 2003년  | 2004년  | 2005년  | 2006년  |
| ----------- | ------- | ------- | ------- | ------- | ------- | ------- | ------- | ------- | ------- | ------- |
| 운항 (편수) | 4,926   | 4,148   | 3,547   | 3,563   | 3,151   | 1,728   | 1,388   | 1,366   | 1,366   | 1,194   |
| 여객 (명)   | 456,926 | 287,950 | 258,005 | 270,789 | 244,573 | 152,254 | 150,635 | 132,446 | 163,779 | 155,207 |
| 연도        | 2007년  | 2008년  | 2009년  | 2010년  | 2011년  | 2012년  | 2013년  | 2014년  | 2015년  | 2016년  |
| 운항 (편수) | 1,109   | 782     | 1,324   | 1,387   | 1,398   | 1,350   | 1,444   | 1,205   | 1,432   | 1,427   |
| 여객 (명)   | 133,242 | 99,669  | 156,402 | 174,638 | 172,327 | 161,009 | 175,492 | 154,189 | 205,438 | 232,132 |
| 연도        | 2017년  | 2018년  | 2019년  | 2020년  | 2021년  | 2022년  |         |         |         |         |
| 운항 (편수) | 1,420   | 1,798   | 1,955   | 1,012   | 2,404   | 2,681   |         |         |         |         |
| 여객 (명)   | 225,797 | 291,941 | 306,518 | 109,800 | 280,197 | 409,738 |         |         |         |         |

- 2001년 말에 서해안고속도로 개통으로 군산 - 서울(김포) 노선의 이용률이 급감하면서 2002년 5월에 해당 노선이 단항되었고, 2008년에는 연간 이용객 수가 9만9천여 명까지 줄었다.
- 2009년부터 이스타항공이 취항하여[4] 이용객 수가 15~17만명 대를 유지하다가, 2015년에 20만명 대를 회복하였고, 2019년에 30만명을, 2022년에 40만명을 각각 넘어섰다.

## 논란

### 국제선 취항 문제
전북특별자치도는 2010년대 초 새만금지구를 둘러본 해외투자기업들이 인근에 국제공항이 없어서 새만금지구에 대한 투자에 난색을 표한다는 이유로 군산공항의 국제선을 추진하였다. 당시 국제선 노선을 신설해 부정기 노선부터 운행하는 방안이 검토되었다. 그러나, 무안국제공항의 수요가 감소하고 발전을 저해한다는 이유로 전라남도와 광주광역시가 반발하고 주한 미군이 미온적 태도로 일관해 국제선 취항은 이루어지지 않고 있다.

### 군용 문제
- 군산공항은 미국 공군과 대한민국 공군이 공동으로 사용하고 있는데, 이로 인해 주민들의 피해가 상당히 많다. 군산공항 국제선 취항이 논의될 당시, 공항 인근 지역 주민들은 전투기 소음으로 인해 주민들이 고통 받고 있는데도 이에 관한 개선책 없이 소음 피해가 가중되는 국제선 취항을 논의했던 것에 대해 주민들을 무시하는 처사라고 비판하였다.[10]
- 군산공항은 평택시의 오산 공군기지와 더불어 미국 공군이 소유권을 가지고 있다. 미군 측은 다른 나라의 미군 비행장 사용료 등을 예로 들며 지속적으로 공항 사용료 인상을 요구해, 2012년에 한·미 양국이 군산공항 국내선 민항기 착륙료를 보잉 737 기준 302.36 달러로 24.1%나 인상했다.[9][11] 이를 원화로 환산하면 약 34만 원으로, 보잉 737 국내선 기준으로 13만4천 원의 착륙료를 받는 김포, 제주, 김해 등의 2.5배에 달하고, 그 밖의 국내공항에서 받는 착륙료 11만 원의 3배가 넘는다.[9][12] 이에 대해 지역 시민 단체들은 미국 공군이 기지 주변 환경 문제, 소음 피해 문제 등은 소홀히 한 채 착륙료 인상만 요구하며 폭리를 취하고 있다고 비판하였다.[11]

## 신공항 논의
주한미군 공군 기지의 활주로를 빌려서 공항을 운영하는 문제 때문에 1998년부터 2005년까지 군산공항을 대체할 김제공항이 추진되어 부지 매입까지 이루어졌으나, '지역민의 의사를 묻지 않고 정치권의 이해에 따라 추진된 혈세 낭비 공항'이라는 전라북도 내 시민단체들과 지역 주민들의 공항 건설 반대 운동으로 인해 2008년 7월에 해당 건설 계획이 취소되었다.
정부는 대신 군산공항의 기존 활주로에서 서쪽으로 1310 m를 이격해 기존 활주로와 독립된 길이 2500 m의 활주로를 건설하는 방식으로 민간공항(이른바 '새만금 국제공항')을 짓기로 하였다.

## 같이 보기
- 새만금공항